# 二円硬貨
二円硬貨（にえんこうか）は、かつて日本で発行された硬貨の額面の一つ。新貨条例による二円金貨のみが存在する。1988年（昭和63年）の通貨の単位及び貨幣の発行等に関する法律により通用停止となっており、現在は法定通貨としての効力を有さない。

## 二円金貨

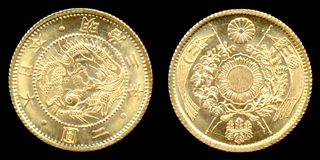
二圓金貨　明治三年（大型）

品位：金90%・銅10%、量目：3.3333g、周囲にギザあり。表面には竜図（阿竜）、裏面には菊紋・桐紋・日章・菊枝と桐枝・錦の御旗（日月旗）・八稜鏡があしらわれている。新貨条例により本位金貨として発行された。1871年（明治4年）発行開始の大型のもの（直径17.484mm）と、1876年（明治9年）発行開始の小型のもの（直径16.969mm）がある。1897年（明治30年）以降は貨幣法により額面の2倍である4円に通用した。通貨の単位及び貨幣の発行等に関する法律施行、貨幣法の廃止に伴い1988年（昭和63年）3月末で廃止された。
初期の大型版は明治3年銘のみが存在する。一方、縮小版は明治9・10・13・25年銘が存在するが、縮小版は見本貨幣として製造されたためいずれの年銘も製造枚数・現存枚数が極めて希少である。特に明治25年銘はシカゴ博覧会用に2枚のみの製造となっている。